# 島嶼地方 (赤道ギニア)

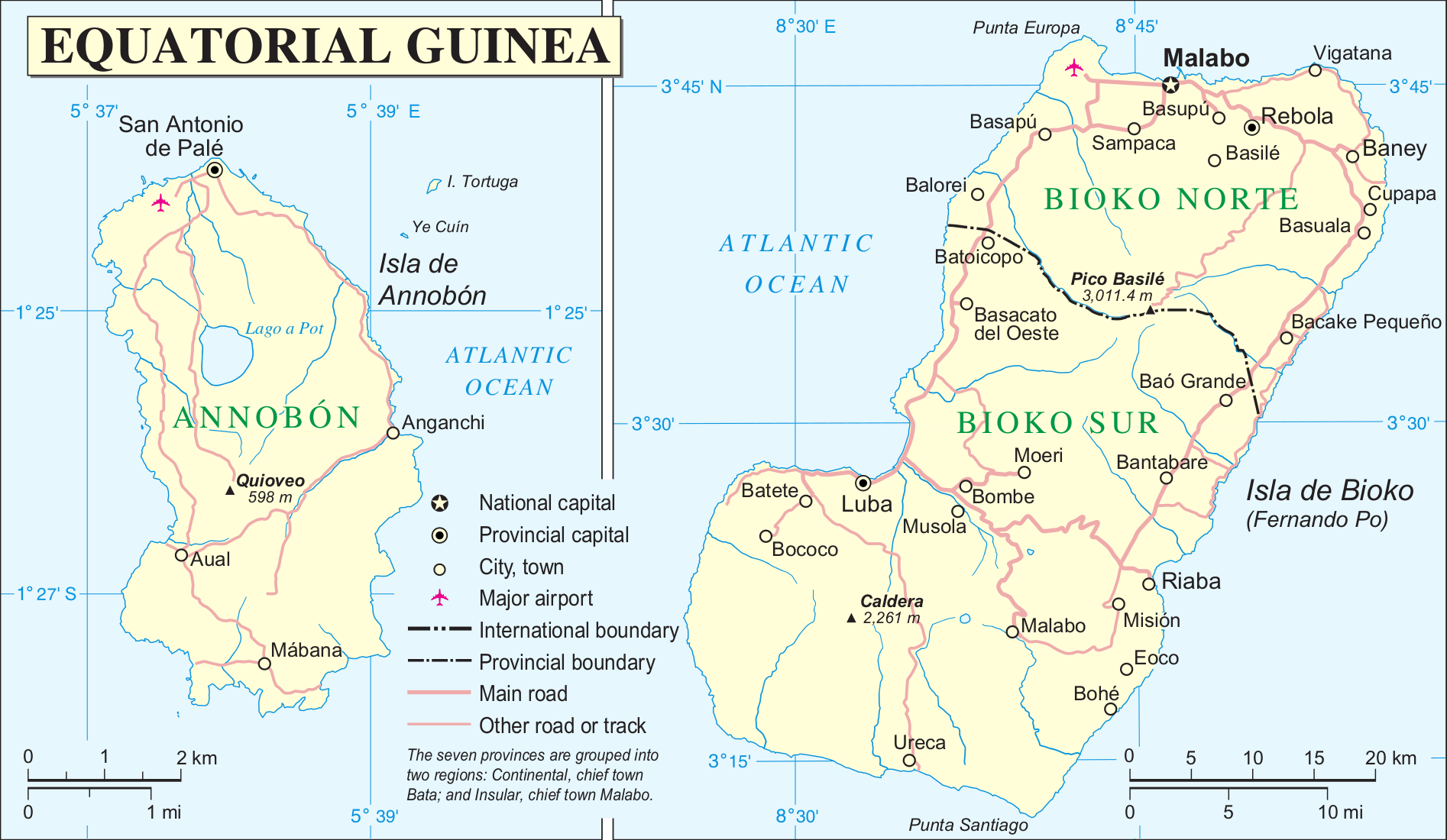
アンノボン島とビオコ島の地図

赤道ギニアの島嶼地方は、ギニア湾に浮かぶアンノボン島とビオコ島から成る。
面積は2052km2で、2015年の人口は33万9695人、人口密度は166人/km2。
コリスコ湾の島々(コリスコ島、大エロベイ島、小エロベイ島)は大陸部のリトラル県に属する。
最大都市であるマラボは、同国の首都でもある。

## 行政区画
- アンノボン県
- 北ビオコ県
- 南ビオコ県

## 5島の情報
- ビオコ島
  - 1970年代までは「フェルナンド・ポー島」と呼ばれていた。
  - カメルーンから約40kmの距離に浮かび、面積は2017km2とギニア湾最大である。

- アンノボン島
  - 赤道ギニア西端に位置する、面積17km2の小さな火山島である。
  - マラボから約670km、バタから約580km離れており、赤道の南に位置する。
  - ビオコ島とアンノボン島の間にはサントメ・プリンシペが有る。

- コリスコ島
  - 大陸部から約25km離れている。

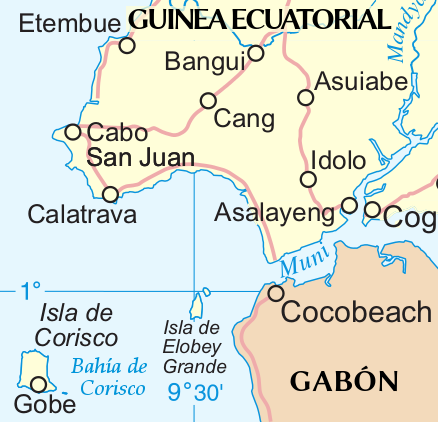
コリスコ島、大エロベイ島、小エロベイ島

  - 面積は約15km2で、150人程が暮らしている。
  - ベンガ人（英語版）の故郷である。
  - ベンガ人女性の美しい事から、長らく「愛の島」と呼ばれていた。
  - 住民の殆どがメスティーソ(白人と先住民の混血)である。

- 大エロベイ島と小エロベイ島
  - ムニ川（英語版）の河口に位置し、ガボンとは約10km離れている。
  - 面積は2島合わせて2.46km2である。
  - 大エロベイ島はムベロビ村に少数が住むのみである。
  - 小エロベイ島は現在は無人島だが、かつてはリオ・ムニの県都が置かれていた。